# Guillaume Mollat
Mgr. Guillaume Marie Charles Henri Mollat (* 1. Februar 1877 in Nantes; † 4. Mai 1968 in Erbalunga) war ein französischer Prälat und Kirchenhistoriker.

## Leben
Guillaume Mollat wurde in Nantes geboren, wo sein Vater Notar und sein Großvater Direktor einer Zeitung war. Er studierte am Externat des Enfants Nantais und trat 1896 in Paris ins Séminaire Saint-Sulpice ein, bevor er sein Theologiestudium am Französischen Seminar in Rom beendete. Am 29. Juni 1900 wurde er zum Priester geweiht, danach war er Kaplan an der Kirche San Luigi dei Francesi. In dieser Zeit arbeitete er die Lettres communes de Jean XXII. Zur Fortsetzung seiner Ausbildung besuchte er die Vatikanische Schule für Paläografie, Diplomatik und Archivkunde.
1905 wurde er Kaplan in Montmartre, dann Vikar an Notre-Dame de la Miséricorde. 1914 sollte er als Sanitäter eingezogen werden. Tatsächlich aber legte er 1916 das Diplom an der École pratique des hautes études ab 1921 wurde er als Docteur ès lettres promoviert. Bereits 19. August 1919 wurde Guillaume Mollat zum Professor für Kirchengeschichte an der Fakultät für Katholische Theologie an der Universität Straßburg ernannt. Den Lehrstuhl hatte er bis 1945 inne, an die sich eine Honorarprofessur an gleicher Stelle anschloss. Sein Wirken als Kirchenhistoriker betraf fast ausschließlich das Avignonesische Papsttum.
1936 wurde er zum Ritter der Ehrenlegion ernannt. 1954 wurde er zum Mitglied der Académie des inscriptions et belles-lettres gewählt. 1955 wurde er Prälat des Haushalts Papst Pius‘ XII.

## Werke

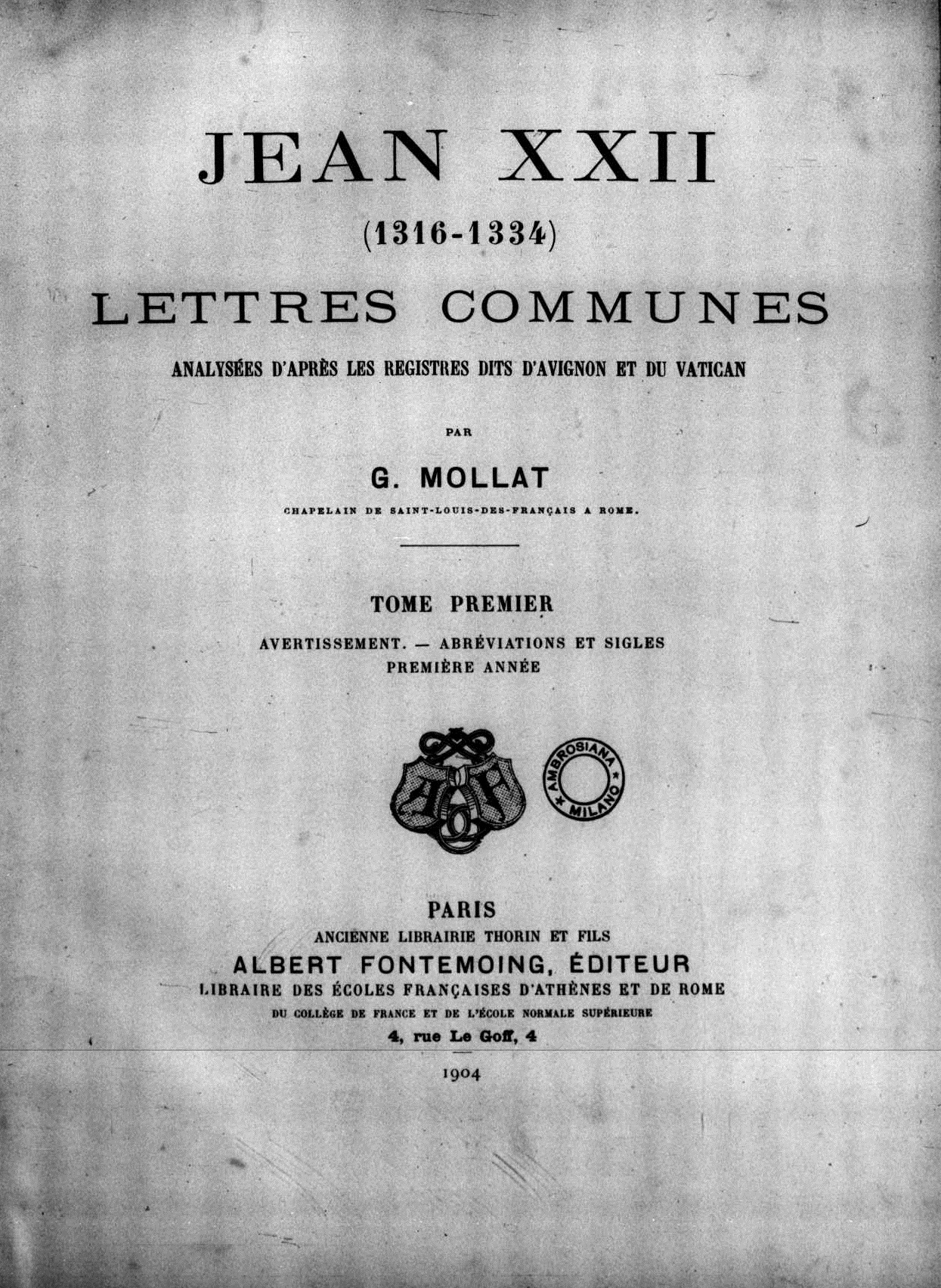
Jean XXII (1316–1334). Lettres communes, 1904

- Mesures fiscales exercées en Bretagne par les papes d’Avignon à l’époque du Grand schisme d’Occident (1903)
- Jean XXII: Lettres communes. Band 1. A. Fontemoing, Paris 1904 (Latein, beic.it).
- La fiscalité pontificale en France au XIVe siècle (Période d’Avignon et grand schisme d’Occident), Albert Fontemoing éditeur, Paris, 1905
- Introduction à l’étude du droit canonique et du droit civile (1930)
- Lettres secrètes et curiales du pape Gregorius XI 1370–1378 relatives à la France (1935)
- Benoit XII (1334–1342): Lettres closes et patentes intéressant los pays autres que la France, publiées ou analysées d’après les registres du Vatican, Volume 1 (1950)
- Le roi de France et la collation plénière (pleno jure) des bénéfices ecclésiastiques étude suivie d’un appendice sur les formulaires de la Chancellerie Royale (1951)
- Les Papes d’Avignon: (1305–1378) (1966)

Eine wesentlich umfangreichere, aber ebenso wenig vollständige Werkliste findet sich bei Schlick.